# Augustin Olbert
Augustin Olbert, né le 16 novembre 1895 à Dossenheim et mort le 18 novembre 1964 à Heidelberg, est un missionnaire allemand de la société du Verbe-Divin qui fut évêque du diocèse de Qingdao (à l'époque Tsingtau) en Chine.

## Biographie

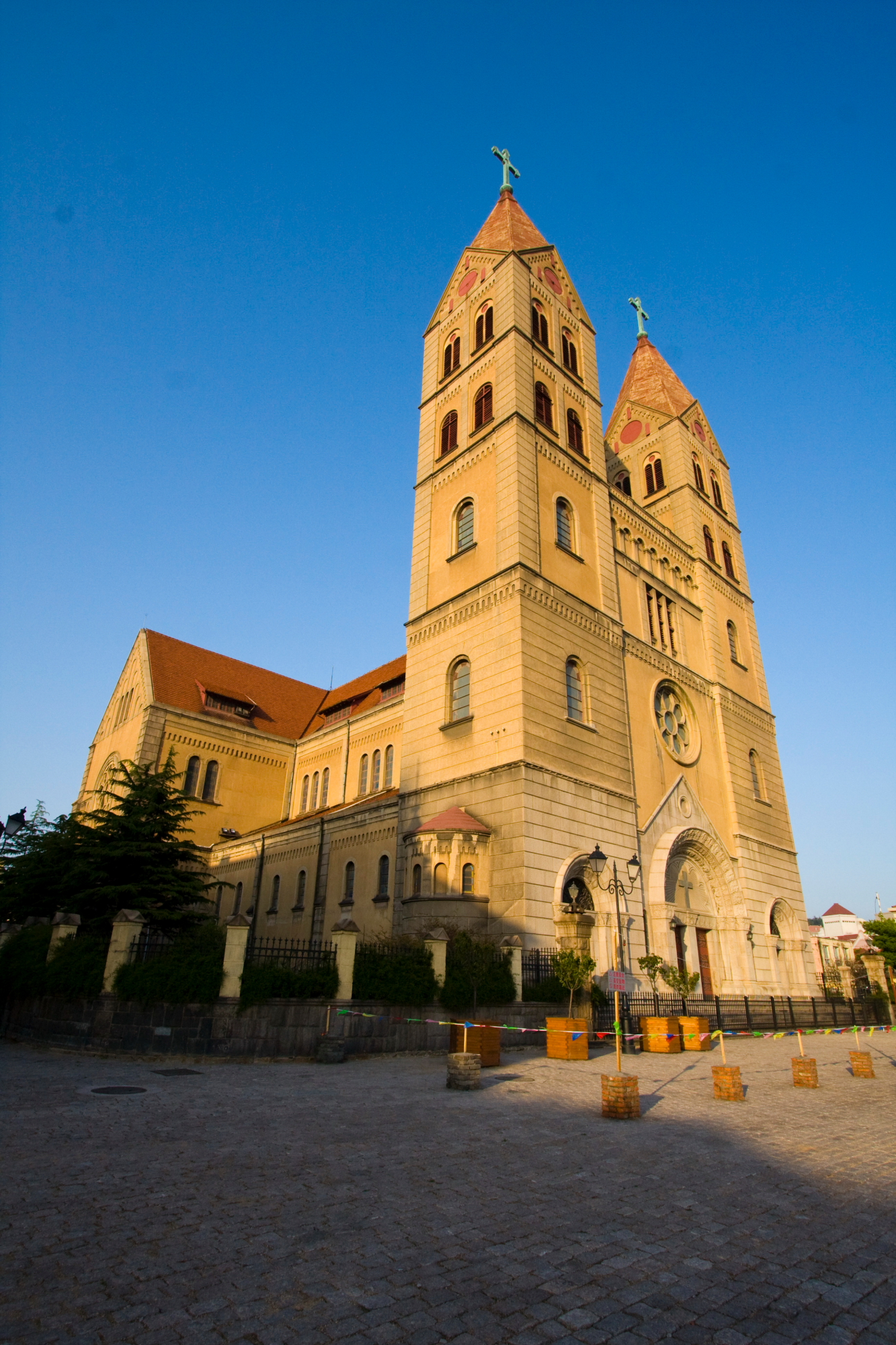
Vue de la cathédrale Saint-Michel de Qingdao

Augustin Olbert est né à Dossenheim, commune de la Bergstraße en grand-duché de Bade. Il est ordonné prêtre en 1926 au sein de la Societas Verbi Divini, congrégation de missionnaires fondée en 1875 à Steyl en 1875 par le P. Arnold Janssen, ce qui explique pourquoi ses membres sont plus communément appelés les pères de Steyl. Il part aussitôt après pour la Chine dans la province de Shandong qui est depuis la fin du XIXe siècle une mission des pères de Steyl. Il travaille plus particulièrement à Tsingtao et le pape Pie XII le nomme donc évêque du diocèse de Tsingtao (aujourd'hui Qingdao), en 1948 après la démission de Mgr Tissot. L'époque est particulièrement troublée par la montée du communisme dans la région, qui mène à la prise du pouvoir de l'Armée populaire de libération dans le pays en 1949.
Mgr Olbert est arrêté en 1951 et emprisonné, jusqu'en 1953 pendant vingt-deux mois, puis expulsé en Allemagne. La cathédrale est fermée en 1951 et la répression contre le christianisme s'accentue, surtout pendant la guerre de Corée. Mgr Olbert s'installe dans l’archidiocèse de Fribourg-en-Brisgau, où il est actif jusque dans ses dernières années. Il meurt à Heidelberg et est enterré dans sa commune natale.
La ville de Dossenheim le nomme citoyen d'honneur en 1948 et le président de la république fédérale d'Allemagne, Theodor Heuss, lui décerne la croix de commandeur de l'Ordre du Mérite de la République fédérale d'Allemagne en 1954.

## Source
- (de) Cet article est partiellement ou en totalité issu de l’article de Wikipédia en allemand intitulé « Augustin Olbert » (voir la liste des auteurs).